# Реакция Соногаширы
Реакция Соногаширы — катализируемое палладием и медью кросс-сочетание винил- и арилгалогенидов с терминальными алкинами. В ходе данной реакции образуется углерод-углеродная связь между sp²-атомом галогенида и sp-атомом алкина. Её отличие от других реакций кросс-сочетания заключается в том, что один из субстратов реакции — алкин — не нужно предварительно активировать, переводя его в какое-либо металлоорганическое соединение. Реакция Соногаширы может протекать в присутствии широкого спектра других функциональных групп, что особенно важно в синтезе сложных молекул, где реакция и нашла своё широкое применение.

## История
Реакция Соногаширы берёт начало из процессов, катализируемых медью, которые активно изучались в 1950-х годах. В этом смысле она похожа на реакцию Кастро — Стефенса (взаимодействие ацетиленидов меди с галогенидами). Сочетание алкинов и органических галогенидов, катализируемое палладием, впервые независимо описали Хек и Кассар в одном номере издания Journal of Organometallic Chemistry в 1975 году. Для данного сочетания Хек применил типичные условия реакции Хека, используя амины в качестве основания и растворителя, в то время как Кассар проводил реакцию под действием метилата натрия в диметилформамиде. И в том, и в другом случае для проведения реакции требовалась высокая температура.
В то же время Соногасира и сотрудники исследовали реакционную способность алкинов по отношению к металлам и обнаружили, что ацетилениды меди успешно переметаллируются при взаимодействии с платиной, а образующиеся ацетилениды платины активно реагируют с терминальными алкинами. Соногашира предложил провести переметаллирование алкинов с использованием палладия — металла с известной каталитической активностью. Через несколько месяцев после публикаций Хека и Кассара он описал 15 примеров кросс-сочетания алкинов и арил-/винилгалогенидов при комнатной температуре и с добавлением иодида меди CuI в качестве сокатализатора.

## Условия реакции
Типичные условия реакции были описаны Соногасирой в статье 1975 года, где в качестве примера приведено двойное кросс-сочетание 1,4-дийодбензола с фенилацетиленом, которое протекало с высоким выходом в присутствии 0,5 мол. % палладиевого катализатора и 1 мол. % иодида меди в диэтиламине. Там же было описано двойное кросс-сочетание с участием двух терминальных атомов водорода ацетилена.

## Механизм
Принято считать, что реакция Соногаширы протекает через двойной каталитический цикл. Каталитический цикл палладия (цикл А) похож на каталитические циклы в реакциях Сузуки и Хека, а вспомогательный каталитический цикл меди (цикл Б) способствует переносу ацетиленовой группы к атому палладия. Несмотря на то, что однозначно протекание того или иного каталитического цикла трудно подтвердить экспериментально, основной цикл представляют в виде трёх стадий:
- окислительного присоединения галогенида к каталитической частице;
- переметаллирования;
- восстановительного элиминирования продукта реакции[4].

Ключевой каталитической частицей в основном цикле служит комплекс палладия(0) (например, Pd(PPh3)2 или другой), который может вводиться в виде тетракис(трифенилфосфин)палладия, либо генерироваться in situ из комплекса палладия(II) путём его восстановления избытком фосфина или алкина. В оригинальной работе Соногаширы катализатор образуется за счёт восстановительного сочетания «жертвенного» алкина (цикл Б'): две ацетиленовые группы под действием основания и меди переносятся к атому палладия, после чего элиминируются с образованием диацетилена, и происходит образование низкокоординированного комплекса палладия.
Каталитический цикл палладия начинается со стадии окислительного присоединения, в ходе которого винилгалогенид или арилгалогенид присоединяется к катализатору с разрывом связи С–Х и образованием комплекса палладия(II). Затем комплекс присоединяет алкиновый лиганд через стадию переметаллирования. Этому процессу способствует сокаталитический цикл меди, в котором терминальный алкин превращается в соответствующий ацетиленид меди(I) через промежуточное образование π-комплекса с медью. Наконец, последняя стадия восстановительного элиминирования приводит к продукту реакции.
Реакционная способность галогенидов в реакции Соногаширы коррелирует с их способностью вступать в окислительное присоединение: она уменьшается от иодидов к хлоридам:
{\displaystyle {\mathsf {I>OTf>Br>>Cl.}}}

Для иодидов и электронодефицитных трифлатов и бромидов окислительное присоединение протекает быстро, а лимитирующей стадией является переметаллирование ацетиленида меди, которое происходит медленнее. В случае богатых электронами бромидов и хлоридов лимитирующей стадией является окислительное присоединение.